# Nádherný holky
Nádherný holky (anglicky Beautiful Girls) je americká romantická komedie z roku 1996 režírovaná Tedem Demmem podle scénáře Scotta Rosenberga.
Děj odehrávající se na pozadí zapadlého městečka Knights Ridge v Massachusetts vypráví příběhy party bývalých spolužáků, kteří se po letech sešli na sraz střední školy.
Hlavní role ztvárnili oscarový herec Timothy Hutton jako vracející se pianista Willie Conway a Matt Dillon, jenž si zahrál místního odhrnovače sněhu Tommyho Rowlanda. V dalších postavách se objevili Lauren Hollyová, Martha Plimptonová, Natalie Portmanová, Michael Rapaport, Mira Sorvino či Uma Thurman.

## Děj
Dvacetidevítiletý Willie Conway (Timothy Hutton) přijíždí po několika letech do svého rodiště na třídní sraz střední školy, jenž se koná deset roků od maturity. V newyorském Manhattanu se živí jako barový pianista. Jediný z úzké party spolužáků se kdysi vydal hledat štěstí za hranice massachusettského městečka Knights Ridge. Při návratu zjišťuje, že není zdaleka sám, který řeší existenciální otázky dalšího životního směřování. Doma na něj čekají ovdovělý otec a mladší bratr, žijící usedlým způsobem. Willie zapřede hovory s třináctiletou Marty (Natalie Portmanová), zvídavou dívkou ze sousedství. Vzájemné špičkování poodhaluje oboustrannou náklonnost.
V zapadlém městečku se mění jen roční období, jak sděluje jeden ze spolužáků Paul (Michael Rapaport), usilující o obnovení letitého vztahu s vegetariánskou servírkou Jan (Martha Plimptonová), která randí se čtyřicetiletým chlápkem bourajícím maso. Spolu s Tommym Rowlandem (Matt Dillon) a nevelkým Kevem (Max Perlich) udržují technický stav komunikací, což během zimy obnáší především odklízení sněhu. Bývalý školní kápo Rowland chodí se Sharon Cassidyovou (Mira Sorvino), jež nezvládá vtíravé myšlenky, že by ji měl přítel nadále podvádět s bývalou školní kráskou Darian Smallsovou (Lauren Hollyová). Ta se již sice vdala a stala se matkou, ale Tommymu nemůže odolat. Nejusedlejším stylem žije vedoucí v textilce a otec dvou dětí Michael „Mo“ Morris (Noah Emmerich), šťastně ženatý se Sarah (Anne Bobbyová).
Staří známí se potkávají v hospodě u Stanleyho „Dědka“ Womacka (Pruitt Taylor Vince), v níž se nečekaně objevuje i jeho atraktivní neteř Andera z Chicaga (Uma Thurman), pracující v reklamě. U osazenstva vzbuzuje dychtivé pohledy, když pro místní štamgasty ztělesňuje naplnění představ archetypu ženy. Paulovi pomáhá v jeho plánu na oživení vztahu, když s ním na parketu vášnivě tancuje. V přihlížející Jan to skutečně vzbuzuje žárlivost. Následně mu však dává najevo, že o skutečné sblížení nemá zájem.
„Mo“ se snaží Willieho odradit od záměru opuštění kariéry pianisty a snahy začít se živit jako cesťák nabízející kancelářský nábytek. Navrátilec z velkoměsta by si také rád ujasnil, zda už nastal ten pravý čas na svatbu s pohlednou právničkou Tracy Stoverovou (Annabeth Gishová), která za ním přijela. Do těchto úvah mu vstupují dvě ženy. Mladá a nevinná Marty, v níž odhaluje potenciál a možná i nereálný příslib svého budoucího štěstí. Druhá, světem protřelá Andera, mu během rozjímání do ranních hodin poskytuje nový náhled na život.
Nepříliš šťastná Sharon připravuje tajnou oslavu Tommyho svátku, ve víře upevnění jejich vztahu. Večírek ale kvapně opouští po příchodu Darian, která usiluje o noční sblížení s oslavencem. Ten ji však odmítá a následně se snaží o ukončení tohoto nemanželského románku. Tommy si místo srazu vybírá „Dědkovu“ hospodu, kde má v úmyslu zastavit se na jedno pivo. Na baru je konfrontován Stevem Rossmorem (Sam Robards), jenž mu vyčte poměr s jeho manželkou Darian. Výměna názorů končí nakládačkou osamoceného Tommyho, když si ho podává přesila kumpánů vedená Stevem. Do té doby usedlý „Mo“ se rázem mění v nekompromisního vůdce „křížové výpravy“, která má pomstít kamaráda. Od fyzického napadení však upouští poté, co se za dveřmi zjevuje malá dcerka Steva. Potlučený Tommy na nemocničním lůžku konečně nalézá pevnější pouto k Sharon.
Willie se s Tracy vrací do New Yorku, s přemítáním nad dalším životním směřováním a stále čerstvými vzpomínkami na Marty, která se mu až příliš hluboko zaryla do paměti.

## Osoby a obsazení

### Hlavní role

#### Mužské postavy
- Timothy Hutton – Willie Conway, jediný ze školní party, který se z městečka vydal do světa. V New Yorku se protlouká jako pianista v nočním klubu. Pohodář, který se po deseti letech vrací na školní sraz; doma objevuje samotářským stylem žijícího ovdovělého otce a mladšího bratra Bobbyho,
- Matt Dillon – Tommy „Birdman“ Rowland, odhrnovač sněhu, bývalý kápo na střední škole a největší tvrďák party. Zdá se, že je se svým životem neuspokojen, když nedokázal naplnit ambice. Nedaří se mu také udělat definitivní tlustou čáru za školní láskou Darian Smallsovou, což komplikuje jeho probíhající vztah se Sharon,
- Noah Emmerich – Michael „Mo“ Morris, vedoucí v textilní továrně, šťastně usazený v manželství se dvěma dětmi, přesto však rozhodný a nesmlouvavý k provokacím. Obdivuje Willieho za to, kam až to v životě dotáhl,
- Max Perlich – Kev, odhrnovač sněhu a Tommyho parťák, citlivý introvert malého vzrůstu. Ač není brán vždy vážně, představuje zřejmě nejloajálnějšího člena party,
- Michael Rapaport – Paul Kirkwood, snadno vyprovokovatelný odhrnovač sněhu, jehož středobodem obdivu jsou supermodelky. Po několikaletém vztahu jej opustila servírka, aby zkusila nové štěstí se starším zaměstnancem jatek. Paul se usilovně snaží o obnovu vztahu. Přesto si neodpouští zasypávání jejích garážových vrat sněhem,
- Pruitt Taylor Vince – Stanley „Dědek“ Womack, obtloustlý majitel hospody a pohodář středního věku, který nezkazí žádnou zábavu.

#### Ženské postavy
- Annabeth Gishová – Tracy Stoverová, Willieho několikaměsíční známost, atraktivní newyorská právnička, potenciální manželka,
- Lauren Hollyová – Darian Smallsová, Tommyho stará láska ze střední školy, vdaná s jednou dcerou. Tommymu nedokáže odolat, on naopak není schopen vztah skončit,
- Rosie O'Donnellová – Gina Barrisanová, vlasová stylistka, přítelkyně Sharon, která v rychlé kadenci sype z rukávu životní moudra,
- Martha Plimptonová – Jan, bývalá Paulova dlouholetá přítelkyně, vegetariánka a servírka, která se přimkla k chlápkovi, co bourá maso,
- Natalie Portmanová – Marty, zvídavá a inteligentní třináctiletá dívka, sousedka Conwayových, která si padne do oka s Williem, podle něhož má před sebou slibnou budoucnost; dívka vyslovuje přání, ať na ni pět let posečká pro společnou pouť životem. Willie se však obává, že až Marty dospěje, zapomene na své adolescentní plány,
- Mira Sorvino – Sharon Cassidyová, Tommyho současná přítelkyně, která ve své mysli soupeří s Darian a snaží se učinit Tommyho šťastného,
- Uma Thurman – Andera, Dědkova neteř z Chicaga, dívka atraktivního vzhledu působící v reklamě, která ví co chce. Paulovi pomůže v jeho plánu, aby na něj expřítelkyně žárlila. Holka z velkoměsta, jež oceňuje výhody života na periferii a na svého přítele nemá velké nároky. Představuje ztělesnění ženských tužeb chlápků z Knight Ridge. Williemu umožňuje uvědomit si šanci odlišného směřování jeho života,
- Anne Bobbyová – Sarah Morrisová, manželka Moa, matka dvou dětí, která neoplývá přílišnou sebedůvěrou. Spíše než zaujímání vlastních názorů se ztotožňuje s pohledem okolí. Peče úžasný vafle.

### Vedlejší role
- Richard Bright – Dick Conway, Willieho otec
- David Arquette – Bobby Conway, Willieho bratr
- Sam Robards – Steve Rossmore, manžel Darian
- John Carroll Lynch – Frank Womack
- The Afghan Whigs – kapela v baru; zpěvák Greg Dulli byl blízkým přítelem režiséra Demmeho.

## Pozadí vzniku
Scénář napsal Scott Rosenberg, žijící v massachusettském Needhamu, během čekání na odpověď studia The Walt Disney Company ke scénáři akčního snímku Con Air. V rozhovoru uvedl: „V tomhle maloměstě to byla nejhorší zima vůbec. Sněhové pluhy stále jezdily kolem, a já už byl strašně unavenej psaním filmů, v nichž lidi střílejí a zabíjejí. Tak jsem si řekl: 'Vždyť tady doma mám víc vzruchu s kámoši, kterým ještě nebylo třicet a neřeší závazky'“ – o tom všem vypráví Nádherné holky. Podle vyjádření herečky Leslie Mannové, která se zúčastnila hereckých zkoušek, ale roli nezískala, se původně uvažovalo o režijním vedení Jamese L. Brookse.
Ted Demme nechal obsazené herce v Minneapolisu, kde všichni bydleli dva až tři týdny, aby se vzájemné poznali. V rozhovoru sdělil, že „chtěl docílit vzhledu klasického amerického města, především toho na Východním pobřeží. A také jsem toužil, aby vypadalo skutečně jako město, kde žije dělnická třída“. K tomuto záměru jej inspiroval snímek Michaela Cimina Lovec jelenů (1978), když uvedl: „První třetina toho filmu je úžasnej kamarádskej biják s pěti herci. Mohli byste říct, že byli nejlepší přátelé, ale mezi nimi jsou přítomny také nesváry, které se osobně dotýkají každého z nich“.
Scott Rosenberg představoval také jednoho ze scenáristů seriálu October Road, jenž je úzce spojen s událostmi, které se časově odehrávají po Nádherných holkách, z nichž vychází. Oba děje jsou zasazeny do Knights Ridge, obsahují podobné postavy a dějové linky.

## Místa natáčení

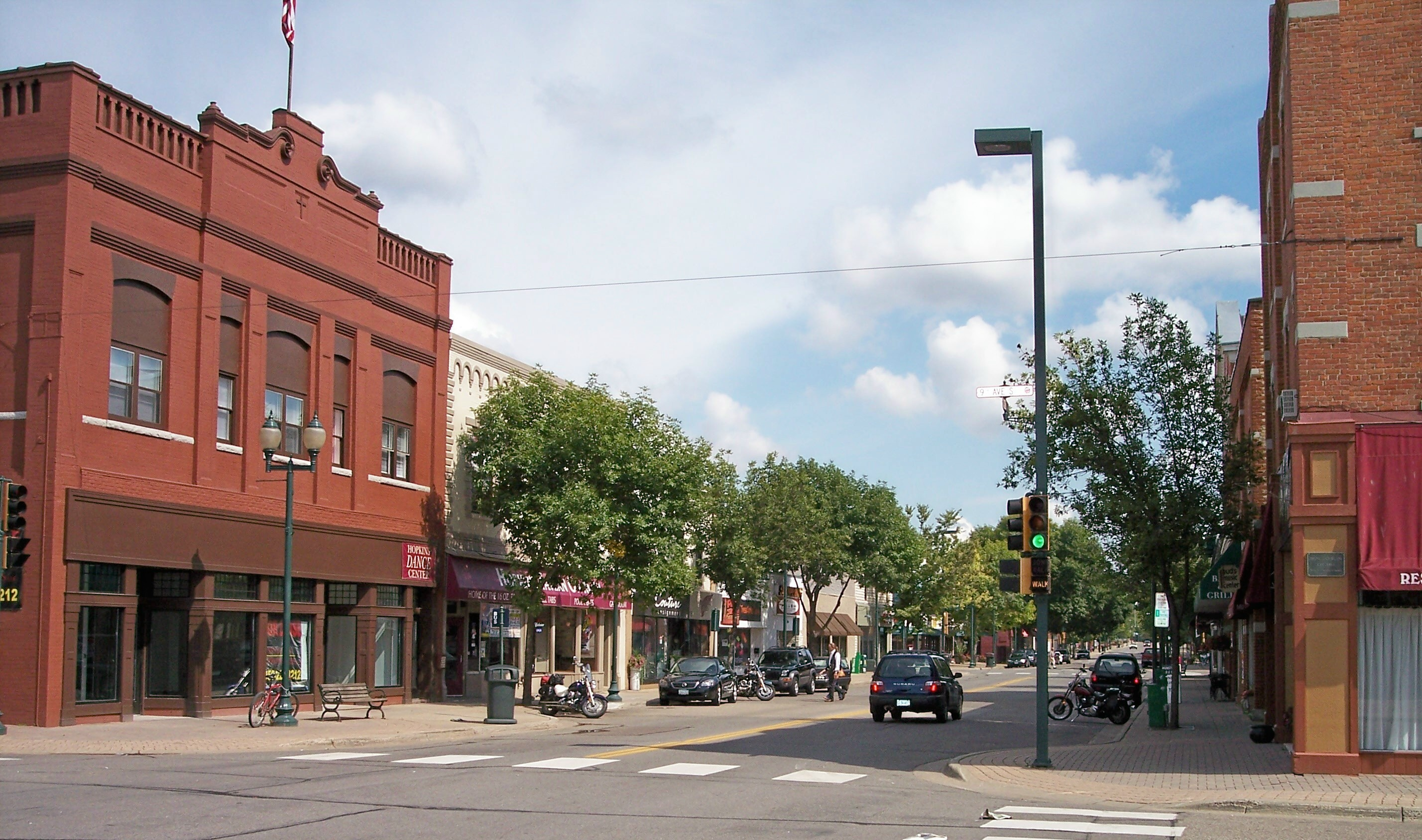
Hopkins se stal jednou z minnesotských lokací, kde se film natáčel.

Lokacemi fiktivního městečka Knights Ridge v americkém unijním státu Massachusetts se stala místa v Minnesotě. Výjimkou byly scény z New Yorku. Natáčelo se v rozmezí 28. února až 7. května 1995.
Lokace
- The River Oasis Cafe, Stillwater[8][7]
- Bryant-Lake Bowl, Minneapolis[7]
- Divine Redeemer Hospital, Saint Paul[7]
- Marine on St. Croix[7]
- Edina[7]
- Hopkins[7]
- Minneapolis[7]
- New York[7]
  - 1889 Bar & Grill, 100 West 18th Street and 6th Avenue, Manhattan (bar)[9]
  - Port Authority Bus Terminal, 625 8th Avenue and West 42nd Street, Manhattan (autobusové nádraží)[9]

## Ocenění
| Seznam ocenění a nominací                     | Seznam ocenění a nominací | Seznam ocenění a nominací         | Seznam ocenění a nominací | Seznam ocenění a nominací | Seznam ocenění a nominací |
| cena / festival                               | rok                       | kategorie                         | příjemce                  | výsledek                  | zdroj                     |
| --------------------------------------------- | ------------------------- | --------------------------------- | ------------------------- | ------------------------- | ------------------------- |
| Cena Asociace chicagských filmových kritiků   | 1997                      | nejlepší herečka ve vedlejší roli | Natalie Portmanová        | nominace                  | [ 10 ]                    |
| Cena Asociace chicagských filmových kritiků   | 1997                      | nejslibnější herečka              | Natalie Portmanová        | nominace                  | [ 10 ]                    |
| Mezinárodní filmový festival v San Sebastiánu | 1996                      | nejlepší scénář                   | Scott Rosenberg           | vítězství                 | [ 10 ]                    |
| Mezinárodní filmový festival v San Sebastiánu | 1996                      | Zlatá mušle pro nejlepší film     | Ted Demme                 | nominace                  | [ 10 ]                    |

## Tržby
Premiéra ve Spojených státech proběhla 9. února 1996 v 752 kinosálech. Otevírací víkend film vydělal částku 2,7 miliónu dolarů. Celkové americké tržby dosáhly podle portálu MoJo výše 10 597 759 dolarů, dle internetové databáze Imdb pak dvojnásobku 20 837 000 dolarů. Na nosičích DVD snímek vyšel 3. dubna 2001.

## Recenze
Snímek zaznamenal převážně kladné recenze. Roger Ebert z deníku Chicago Sun-Times napsal: „Tím nejlepším na filmu je způsob, jakým vyzdvihuje to, že lidé mohou mít dobré pocity jeden pro druhého.“ Desson Howe v periodiku The Washington Post ocenil výkon Natalie Portmanové slovy: „Sama se charakterizovala jako 'stará duše' duchovně spojená s Huttonem (oba jsou existenciálními hledači), ve filmu představuje nejdráždivější a nejvtipnější postavu.“
Nicméně Jack Mathews pro noviny Los Angeles Times uvedl, že snímek vyzněl „až příliš jako zábava v sousedním baru během úterního večera. Je to krize: nic moc se nepřihodilo“.

## Soundtrack
Oficiální soundtrack Beautiful Girls vyšel 30. ledna 1996 v hudebním vydavatelství Elektra.
Album obsahuje původní hity typu „Sweet Caroline“ od Neila Diamonda, coververze skladeb ze sedmdesátých let 20. století, jako například píseň Barryho Whita „Can't Get Enough of Your Love, Babe“ v novém provedení od kapely the Afghan Whigs, ale také nové nahrávky. Titulní skladbu „Beautiful Girl“ napsali bývalý člen skupiny Eurythmics Dave Stewart a Pete Droge, který se stal také jejím interpretem.
Stephen Thomas Erlewine v recenzi Allmusic uvedl, že přes stylovou rozeklanost a absenci konzistentního vyznění, soundtrack zůstává poměrně působivý se silnými momenty, jakými jsou Spinners, Kiss, Roland Gift a Ween, které převažují nad hluchými místy.

### Seznam skladeb
| Beautiful Girls (Music from the Motion Picture) | Beautiful Girls (Music from the Motion Picture) | Beautiful Girls (Music from the Motion Picture)   | Beautiful Girls (Music from the Motion Picture) | Beautiful Girls (Music from the Motion Picture) |
| Pořadí                                          | Název                                           | Autor                                             | Interpret                                       | Délka                                           |
| ----------------------------------------------- | ----------------------------------------------- | ------------------------------------------------- | ----------------------------------------------- | ----------------------------------------------- |
| 1.                                              | That's How Strong My Love Is                    | Roosevelt Jamison                                 | Roland Gift                                     | 6:18                                            |
| 2.                                              | Be for Real                                     | Frederick Knight                                  | The Afghan Whigs                                | 4:16                                            |
| 3.                                              | Easy to Be Stupid                               | Happy Chichester                                  | Howlin' Maggie                                  | 4:51                                            |
| 4.                                              | Me and Mrs. Jones                               | Kenny Gamble / Cary Gilbert / Leon Huff           | Billy Paul                                      | 4:48                                            |
| 5.                                              | Suffering                                       | Regan Hagar / John Hoag / Cory Kane / Shawn Smith | Satchell                                        | 4:49                                            |
| 6.                                              | Graduation Day                                  | Chris Isaak                                       | Chris Isaak                                     | 3:10                                            |
| 7.                                              | Beautiful Girl                                  | Pete Droge / Dave Stewart                         | Pete Droge                                      | 4:34                                            |
| 8.                                              | I'll Miss You                                   | Aaron Freeman                                     | Ween                                            | 2:56                                            |
| 9.                                              | Can't Get Enough of Your Love, Babe             | Barry White                                       | The Afghan Whigs                                | 5:21                                            |
| 10.                                             | Could It Be I'm Falling in Love                 | Melvin Steals                                     | The Spinners                                    | 4:31                                            |
| 11.                                             | Beth                                            | Peter Criss / Bob Ezrin / Stan Penridge           | Kiss                                            | 2:46                                            |
| 12.                                             | Groove Me                                       | King Floyd                                        | King Floyd                                      | 3:01                                            |
| 13.                                             | The Stroll                                      | Nancy Lee / Clyde Otis                            | The Diamonds                                    | 2:31                                            |
| 14.                                             | Sweet Caroline                                  | Neil Diamond                                      | Neil Diamond                                    | 3:24                                            |
| Celková délka:                                  | Celková délka:                                  | Celková délka:                                    | Celková délka:                                  | 57:16                                           |

### Seznam skladeb mimo soundtrack
| Pořadí | Název                                   | Autor                        | Interpret                     | Délka |
| ------ | --------------------------------------- | ---------------------------- | ----------------------------- | ----- |
| 1.     | The Breakup Song (They Don't Write 'Em) | Greg Kihn / Steve Wright     | Greg Kihn Band                | 2:50  |
| 2.     | I Got You                               | Neil Finn                    | Split Enz                     | 3:24  |
| 3.     | I Ran (So Far Away)                     | A Flock of Seagulls          | A Flock Of Seagulls           | 3:43  |
| 4.     | Will It Go Round in Circles             | Billy Preston / Bruce Fisher | Billy Preston                 |       |
| 5.     | Locomotive Breath                       | Ian Anderson                 | Jethro Tull                   | 4:23  |
| 6.     | Never on Sunday                         | Manos Hadjidakis             | Bernie Wyte and his Orchestra |       |
| 7.     | Walk on the Wild Side                   | Lou Reed                     | Lou Reed                      | 4:12  |
| 8.     | Fool to Cry                             | Jagger/Richards              | The Rolling Stones            | 5:04  |
| 9.     | Honey White                             | Mark Sandman                 | Morphine                      | 3:06  |